# The Last Trane
The Last Trane från 1965 är ett jazzalbum med John Coltrane.
Materialet kommer från tre separata sessioner i Rudy Van Gelder Studios i Hackensack, New Jersey åren 1957 och 1958. När Coltrane berömmelse ökade under 1960-talet, långt efter det han hade slutat spela in för Prestige, använde bolaget outgivna inspelningar till nya album utan Coltranes medverkan eller godkännande.

## Låtlista
Låtarna är skrivna av John Coltrane om inget annat anges.
1. Lover (Richard Rodgers/Lorenz Hart) – 7:59
2. Slowtrane – 7:20
3. By the Numbers – 12:02
4. Come Rain or Come Shine (Harold Arlen/Johnny Mercer) – 8:44

## Musiker
- John Coltrane – tenorsaxofon
- Donald Byrd – trumpet (spår 1, 4)
- Red Garland – piano (spår 1, 3, 4)
- Paul Chambers – bas (spår 1, 3, 4)
- Earl May – bas (spår 2)
- Louis Hayes – trummor (spår 1, 4)
- Art Taylor – trummor (spår 2, 3)